# Endasys chrysoleptus
Endasys chrysoleptus là một loài tò vò trong họ Ichneumonidae.